# Entomophthorales
Los entomoftorales (Entomophthorales) son un orden de hongos parásitos que infectan a prácticamente todos los órdenes de insectos, y también a ácaros, por lo que se les denomina hongos entomopatógenos. La infección es letal, por lo que el estudio de estos hongos ha alcanzado importancia en el control biológico de plagas.